# Линекс
Линекс — линейка лекарственных средств с недоказанной эффективностью, позиционируемых создателем как пробиотики.

## История
Теорию о том, что бактерии молочной кислоты способствуют улучшению здоровья и влияют на продолжительность жизни, выдвинул Илья Мечников. Им была разработана диета с добавлением молока, которое он ферментировал бактерией «Болгарская палочка» (Lactobacillus bulgaricus).
Анри Тиссье первым смог изолировать бифидобактерию от новорождённого, получавшего грудное кормление. Он назвал её Bacillus bifidus communis.
Термин «пробиотики» был введён в 1965 г. Лилли и Стиллуэллом. В противоположность антибиотикам, пробиотики были описаны как микробные факторы, стимулирующие рост других микроорганизмов.
Линекс был разработан компанией «Лек» (входит в состав Сандоз) в Словении в 1982 году. Препарат быстро получил признание в Словении и других странах Центральной и Восточной Европы, и через 2 года объём производства Линекс достиг 1 миллиона капсул в год.
С 1994 года препарат начал продаваться в аптеках без рецепта. В 2009 году компания «Лек» начала выпуск продукта Линекс Форте.

## Фармакологические свойства

### Линекс
Одна капсула содержит не менее 1,2×107 живых лиофилизированных молочнокислых бактерий: Lactobacillus acidophilus, Bifidobacterium infantis, Enterococcus faecium. Бактерии являются естественными для микрофлоры кишечника и присутствуют в пищеварительном тракте человека с его рождения. Кислотная среда угнетает рост патогенных бактерий и обеспечивает оптимальное действие пищеварительных ферментов. Они также участвуют в синтезе витаминов группы В, К, аскорбиновой кислоты, тем самым повышая резистентность организма к неблагоприятным факторам окружающей среды. Молочнокислые бактерии участвуют в метаболизме жёлчных пигментов и жёлчных кислот, синтезируют вещества с антибактериальной активностью, повышают иммунную реактивность организма.

### Линекс Форте
Одна капсула препарата Линекс Форте содержит молочнокислые бактерии (Lactobacillus acidophilus (CHR. HANSEN LA-5) и Bifidobacterium animalis subsp. lactis (CHR. HANSEN BB-12)), каждая капсула содержит 2x109 колониеобразующих единиц живых лиофилизированных молочнокислых бактерий. Живые молочнокислые бактерии выполняют защитную функцию (синтез веществ с антибактериальной активностью), ферментопродуцирующую (гидролиз клетчатки, белков, жиров, крахмала, деконъюгация жёлчных кислот), синтетическую (синтез витаминов группы В, С, К, аминокислот, органических кислот и т.д.).
Молочнокислые бактерии CHR. HANSEN LA-5 и CHR. HANSEN BB-12 ингибируют рост патогенных бактерий посредством:
- снижения pH в кишечнике (результат способности CHR. HANSEN LA-5 синтезировать молочную кислоту и CHR. HANSEN BB-12 синтезировать уксусную и янтарную кислоты в дополнение к молочной кислоте);
- выработки метаболитов, которые обладают токсическим действием в отношении патогенных бактерий (образование Н2О2);
- образования противомикробных веществ, бактериоцинов (CHR. HANSEN LA-5 секретирует ацидоцин, бактериоцин широкого спектра действия, который препятствует росту бактерий и грибов);
- конкуренции с патогенными бактериями за питательные вещества;
- взаимодействия с рецепторами адгезии, предотвращая таким образом колонизацию других, потенциально патогенных микроорганизмов.

Молочнокислые бактерии, такие как CHR. HANSEN LA-5 и CHR. HANSEN BB-12, действуют непосредственно в желудочно-кишечном тракте, при приёме внутрь препарат не подвергается системному всасыванию. Устойчивость CHR.HANSEN LA-5 и CHR. HANSEN BB-12 к воздействию желудочного сока и желчи позволяет штаммам в большом количестве выживать при прохождении через желудок и 12-перстную кишку. Оба штамма прикрепляются к слизистой кишечника. Подобно другим микроорганизмам, они постепенно выводятся из желудочно-кишечного тракта перистальтикой и дефекацией.

## Показания к применению
Линекс – лекарственный препарат, показан для лечения и профилактики дисбактериозов. В клинических исследованиях применения Линекс в комплексной внебольничной терапии пробиотик способствовал нормализации стула, снижал выраженность дисбактериоза, препятствовал развитию антибиотик-ассоциированной диареи. Исследования пробиотической терапии при комплексном лечении хронического хеликобактерассоциированного гастрита у детей показали, что пробиотик снижает риск развития осложнений антихеликобактерной терапии, нормализует состав микрофлоры кишечника, а также восстанавливает её метаболическую активность.
Линекс Форте – лекарственный препарат, который показан для лечения и профилактики дисбактериозов; облегчения запоров у взрослых и детей старше 12 лет; в качестве дополнения к стандартной эрадикационной терапии Helicobacter pylori у взрослых и детей старше 12 лет; в комплексной терапии и для профилактики диареи, метеоризма и других нарушений пищеварения, вызванных вирусными и бактериальными инфекциями желудочно-кишечного тракта (например, ротавирусные инфекции, диарея путешественника), терапией антибиотиками широкого спектра действия и другими противомикробными препаратами, лучевой терапией органов брюшной полости и малого таза.
Клинические исследования штаммов LA-5 и BB-12 показали благоприятное воздействие на микрофлору кишечника и местный иммунитет у здоровых людей и людей с заболеваниями ЖКТ. Под влиянием BB-12 происходит повышение продукции иммуноглобулина А слизистой оболочки кишечника, что способствует усилению её резистентности к инфекциям.

## Применение при беременности и лактации
Сообщений о нежелательных явлениях при применении препарата Линекс Форте во время беременности и в период грудного вскармливания не поступало. В случае возникновения острой диареи у женщин во время беременности и в период грудного вскармливания следует соблюдать меры предосторожности во избежание развития дефицита жидкости и электролитов в организме и других нежелательных явлений, независимо от приёма препарата Линекс Форте.
Ввиду недостаточного количества данных по безопасности применения у беременных и кормящих женщин в качестве меры предосторожности приём препарата Линекс при беременности и в период грудного вскармливания не рекомендуется, потому что острая диарея может стать угрозой здоровью плода и беременной женщины.
Лечение диареи у беременных и кормящих грудью женщин должно проводиться под наблюдением врача.

## Противопоказания
Противопоказание Линекс:
- Гиперчувствительность к компонентам препарата или молочным продуктам[6].

Противопоказания Линекс Форте:
- Гиперчувствительность к компонентам препарата;
- Наследственная непереносимость фруктозы, дефицит сахаразы, изомальтазы или глюкозогалактозная мальабсорбция[7].

## Побочные эффекты
Лекарственные препараты Линекс и Линекс Форте хорошо переносятся, сообщений о нежелательных эффектах нет, но не исключается возможность возникновения реакций гиперчувствительности.

## Особые указания
Лекарственные препараты Линекс и Линекс Форте не следует запивать горячими напитками и принимать одновременно с алкоголем.
Необходима консультация врача перед приёмом препарата, если:
- температура тела выше 38 °С;
- следы крови или слизи в стуле;
- диарея длится более двух дней и сопровождается острыми болями в животе, обезвоживанием и потерей веса;
- хронические заболевания (например, сахарный диабет, сердечно-сосудистые заболевания) или иммуно-дефицитные состояния (например, ВИЧ-инфекция).

При лечении диареи необходимо возмещение потерянной жидкости и электролитов.
При наличии запоров рекомендуется соблюдать сбалансированную диету, обеспечивающую поступление достаточного количества клетчатки и жидкости, соблюдать режим физической активности и стараться опорожнять кишечник в одно и то же время каждый день. Если запор длится более семи дней, необходимо проконсультироваться со врачом.
Приём препарата Линекс Форте у детей в возрасте до 1 года не рекомендуется. Для данной возрастной группы рекомендуется выбирать более удобные для приёма формы выпуска.
Необходимо медицинское наблюдение во время лечения диареи у детей младше 6 лет.